# Castilly
Castilly település Franciaországban, Calvados megyében. Lakosainak száma 306 fő (2018. január 1.). Castilly Bricqueville, Cartigny-l’Épinay, Colombières, La Folie, Lison, Neuilly-la-Forêt, Les Oubeaux, Saint-Marcouf és Vouilly községekkel határos.

## Népesség
A település népességének változása:
| Lakosok száma | 468  | 416  | 343  | 263  | 249  | 290  | 294  | 299  | 304  | 306  |
|               | 1968 | 1975 | 1982 | 1990 | 1999 | 2011 | 2013 | 2015 | 2017 | 2018 |